# Eisothistos poseidon
Eisothistos poseidon är en kräftdjursart som beskrevs av Knight-Jones 2002. Eisothistos poseidon ingår i släktet Eisothistos och familjen Expanathuridae. Inga underarter finns listade i Catalogue of Life.